# Roslyn (Nueva York)
Roslyn es una villa ubicada en el condado de Nassau en el estado estadounidense de Nueva York. En el año 2000 tenía una población de 2.570 habitantes y una densidad poblacional de 1.576 personas por km². Roslyn se encuentra dentro del pueblo de North Hempstead.

## Geografía
Según la Oficina del Censo, la ciudad tiene un área total de 1,3 km² (0,5 mi²), de la cual 1,2 km² (0,5 mi²) es tierra y 0,1 km² (0 mi²) (4.00%) es agua.

## Demografía
Según la Oficina del Censo en 2000 los ingresos medios por hogar en la localidad eran de $72,404, y los ingresos medios por familia eran $101,622. Los hombres tenían unos ingresos medios de $65,156 frente a los $45,221 para las mujeres. La renta per cápita para la localidad era de $47,166. Alrededor del 4.1% de la población estaban por debajo del umbral de pobreza.